# Partido Independiente Irlandés
El Partido Independiente Irlandés (en inglés: Independent Irish Party) fue un partido político irlandés fundado en julio de 1852 por 40 miembros liberales irlandeses del Parlamento británico. Solía ser mencionado como el Partido de la Oposición Independiente Irlandesa, y conocido coloquialmente como la banda de latón del Papa (Pope’s Brass Band) debido a su postura sobre la Ley de Títulos Eclesiásticos de 1851. Sus miembros también eran llamados la Brigada Irlandesa.
Tenía dos objetivos centrales:
- La derogación de la Ley de Títulos Eclesiásticos, que prohibía a los obispos católicos volver a asumir títulos diocesanos anteriores a la Reforma en el Reino Unido, así como la prohibición de vestir las vestimentas eclesiásticas.

- La adopción y aplicación de las 3 efes, a saber:
  - Renta justa (Fair rent);
  - Fijeza de la tenencia (Fixity of tenure);
  - Venta libre (Free sale).

El partido logró inicialmente el equilibrio de poder en la Cámara de los Comunes. Lograron derribar el gabinete tory de Lord Derby y permitieron al líder de los Peelites, Lord Aberdeen, y al Partido Whig, unirse para formar una coalición de gobierno. Sin embargo, dos miembros irlandeses del Parlamento, John Sadleir y William Keogh rompieron filas por formar parte de ese gabinete, un acto por el que nunca fueron perdonados en Irlanda, donde se les recordó con desprecio hasta un siglo después.
Algunos pero no todos los candidatos liberales irlandeses a las elecciones de 1852 se habían comprometido a formar un partido independiente en el Parlamento. Esto se hizo en su discurso electoral o en dos conferencias en 1852,  una apoyada por la Liga Terrateniente y otra que trató sobre la igualdad religiosa. 48 miembros irlandeses del Parlamento fueron elegidos tras comprometerse con esas ideas, aunque uno fue depuesto de su cargo.
El grupo comenzó a presentar a sus propios candidatos en elecciones menores entre 1852 y 1857 teniendo un éxito moderado, consiguiendo cuatro asientos en el Parlamento.
El partido se vio dañado por líderes débiles y por la falta de apoyo recibido por parte de la Iglesia católica. Charles Gavan Duffy cayó en desgracia y se exilió a Australia. Frederick Lucas fue un líder ineficaz, mientras que su sucesor, George Henry Moore, siendo elegido en Irlanda gracias al apoyo clerical, fue derrotado en las elecciones generales de 1857. El partido se dividió y terminó cayendo en el olvido. Miembros del grupo participaron en la reunión de miembros del Parlamento en 1859, que accedieron a apoyat el segundo gobierno de Palmerston y que a menudo es considerado como la fundación oficial del Partido Liberal.